# Brivezac
Brivezac ist eine Ortschaft und eine ehemalige französische Gemeinde mit 193 Einwohnern (Stand: 1. Januar 2022) im Département Corrèze in der Region Nouvelle-Aquitaine. Sie gehörte zum Arrondissement Brive-la-Gaillarde und zum Kanton Midi Corrézien.
Mit Wirkung vom 1. Januar 2019 wurden die ehemaligen Gemeinden Beaulieu-sur-Dordogne und Brivezac zur namensgleichen Commune nouvelle Beaulieu-sur-Dordogne zusammengeschlossen und haben in der neuen Gemeinde der Status einer Commune déléguée. Der Verwaltungssitz befindet sich im Ort Beaulieu-sur-Dordogne.

## Lage
Nachbarorte sind Chenailler-Mascheix im Norden, Bassignac-le-Bas im Osten, Altillac im Südosten, Beaulieu-sur-Dordogne im Südwesten und Nonards im Westen.
Durch Brivezac fließt die Dordogne.

## Wappen
Beschreibung: In Silber eine rote rechte obere Vierung und fünf schwarze Merletten in zwei Reihen balkenweis gestellt.

## Bevölkerungsentwicklung
| Jahr      | 1962 | 1968 | 1975 | 1982 | 1990 | 1999 | 2008 | 2017 |
| --------- | ---- | ---- | ---- | ---- | ---- | ---- | ---- | ---- |
| Einwohner | 360  | 303  | 275  | 224  | 208  | 199  | 188  | 157  |

## Sehenswürdigkeiten
- Die Kirche Saint-Pierre, datiert auf das 11. Jahrhundert, seit 1988 ein Monument historique

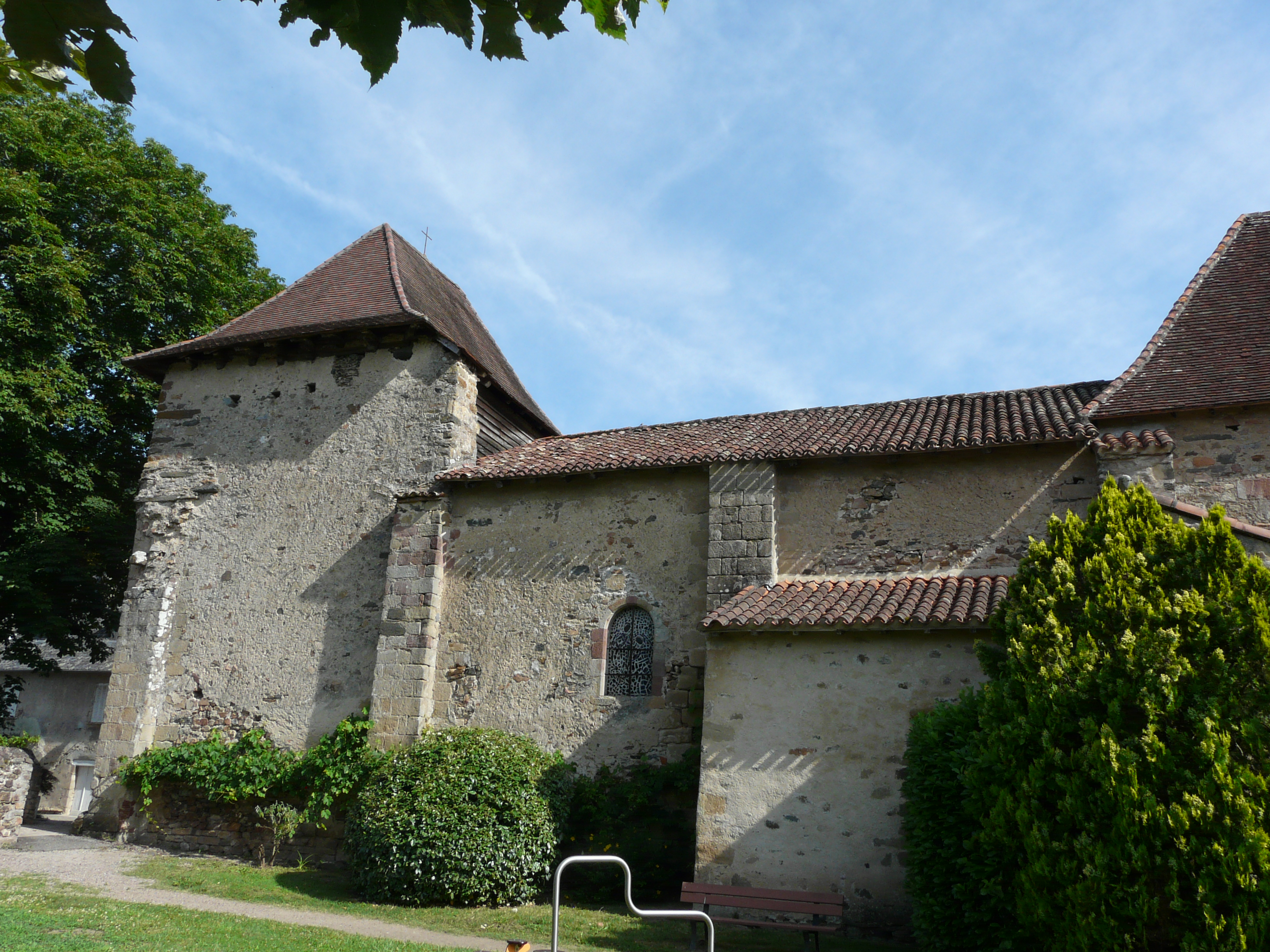
Kirche Saint-Pierre